# Монти Серено (Калифорнија)
Монти Серено (енгл. Monte Sereno) град је у америчкој савезној држави Калифорнија. По попису становништва из 2010. у њему је живело 3.341 становника.

## Демографија
Према попису становништва из 2010. у граду је живело 3.341 становника, што је 142 (4,1%) становника мање него 2000. године.
| Група             | 2000.         | 2010.         |
| Белци             | 2.828 (81,2%) | 2.578 (77,2%) |
| Афроамериканци    | 6 (0,2%)      | 14 (0,4%)     |
| Азијати           | 428 (12,3%)   | 464 (13,9%)   |
| Хиспаноамериканци | 125 (3,6%)    | 162 (4,8%)    |
| Укупно            | 3.483         | 3.341         |